# Bibo (Nuevo México)
Bibo es un lugar designado por el censo ubicado en el condado de Cíbola en el estado estadounidense de Nuevo México. En el Censo de 2010 tenía una población de 140 habitantes y una densidad poblacional de 6,04 personas por km².

## Geografía
Bibo se encuentra ubicado en las coordenadas 35°10′52″N 107°25′15″O / 35.18111, -107.42083. Según la Oficina del Censo de los Estados Unidos, Bibo tiene una superficie total de 23,17 km², de la cual 23,14 km² corresponden a tierra firme y (0,13%) 0,03 km² es agua.

## Demografía
Según el censo de 2010, había 140 personas residiendo en Bibo. La densidad de población era de 6,04 hab./km². De los 140 habitantes, Bibo estaba compuesto por el 40,71% blancos, el 1,43% eran negros, el 3,57% eran amerindios, el 50,71% eran de otras razas y el 3,57% pertenecían a dos o más razas. Del total de la población el 86,43% eran hispanos o latinos de cualquier raza.